# Damian Żurek
Damian Żurek (* 17. září 1999 Tomaszów Mazowiecki, Polsko) je polský rychlobruslař.
V roce 2015 začal startovat na Světovém poháru juniorů, roku 2016 se poprvé představil na juniorském světovém šampionátu. V listopadu 2017 debutoval v seniorském Světovém poháru. Na Mistrovství Evropy 2022 získal bronzovou medaili v týmovém sprintu. Startoval na ZOH 2022 (500 m – 11. místo, 1000 m – 13. místo) a krátce poté získal stříbrnou medaili v týmovém sprintu na světovém šampionátu 2022.